# Show do Gongo
O Show do Gongo é uma das premiações mais difíceis e almejadas do festival de cinema, já que os filmes são julgados pelo auditório em tempo real. A premiação é anual e traz curtas-metragens humorísticos. A apresentação faz parte do Festival Mix Brasil de Cultura da Diversidade é apresentada pela atriz Marisa Orth. A primeira edição foi em 2020.

## Dinâmica da apresentação
A cada edição, cerca de 12 curtas-metragens são selecionados para serem exibidos em uma sessão. Os filmes são julgados pelo auditório em tempo real. Se o público vaiar o filme em exibição, Marisa Orth entoa um grande gongo do palco para que o filme seja interrompido imediatamente. Somente as obras que conseguem ser exibidas até o final vão para a segunda fase, que é o crivo do juri.
Sempre o corpo de júri é compostos por três Personalidades LGBT do Brasil. Na ausência da apresentadora Marisa Orth, o Show do Gongo é apresentado pela drag queen Silvetty Montilla.

## Premiados
| Ano  | Categoria     | Curta-Metragem          | Cineasta         | Resultado |
| ---- | ------------- | ----------------------- | ---------------- | --------- |
| 2013 | Show do Gongo | "Um dia em 60 segundos" | Pyong Lee        | Venceu    |
| 2017 | Show do Gongo | "Confessions"           | Rafael Saparelli | Venceu    |
| 2018 | Show do Gongo | "Carnavrauu.ppt"        | Vinícius Yamada  | Venceu    |
| 2019 | Show do Gongo | "A Drag a Gozar"        | Kiko César       | Venceu    |